# 야사키촌
야사키촌(일본어: 矢崎村)은 1889년부터 1909년까지 존재했던 일본 가나가와현 다치바나군의 촌이다. 

## 지리
현재의 요코하마시 호도가야구 중부에 해당한다.

## 역사
- 1889년 4월 1일 - 정촌제 시행에 의해 다치바나군 야사키촌이 성립하였다.
- 1909년 4월 1일 - 호도가야정에 편입해, 동일 야사키촌은 폐지되었다.

## 교통

### 철도노선
현재는 사가미 철도 소테쓰 본선이 지역내에 지나가지만, 당시에는 존재하지 않았다. 와다마치역이 개통했지만 당시엔 미개통이였다.

## 참고 문헌
- 角川日本地名大辞典編纂委員会,『角川日本地名大辞典 神奈川県』1984, 角川書店